# Folk og fæ (tv-serie)
Folk og fæ (originaltitel: All Creatures Great and Small) er en britisk tv-serie, baseret på den engelske dyrlæge Alf Wights (1916-1995) bøger skrevet under pseudonymet James Herriot. De fire oprindelige bøgers titler er taget af et gammelt engelsk digt af Cecil Alexander:
All things bright and beautiful,
all creatures great and small,
All things wise and wonderful,

the Lord God made them all.
Serien er baseret på virkelige hændelser om en dyrlæges liv på landet i engelske Yorkshire fra begyndelsen af fyrrerne til den sidste halvdel af halvtredserne. Seriens start blev omskrevet til førkrigstiden for at beskrive idyllen og anden verdenskrig fylder meget lidt i fortællingen. Årsagen er dels, at Alf Wight og Donald Sinclair begge valgte at melde sig til flyvevåbnet, selv om det ikke var påkrævet af dyrlæger, og begge blev hjemsendt før endt uddannelse og dels at seriens fortælleform er lys og ofte humoristisk. 
Serien har været vist flere gange på dansk fjernsyn.
En reboot af serien er kommet i 2020 og sendt på DR1, og anden sæson af denne havde premiere i oktober 2021.
Hver sæson afsluttes af en julespecial i slutningen af året.

## Ekstern henvisning
- tv.com - All Creatures Great and Small Arkiveret 24. september 2013 hos  Wayback Machine
- Folk og fæ (2020-) 18. november 2021 hos IMDb

| Fjernsyn | Spire Denne artikel om et tv-program er en spire som bør udbygges. Du er velkommen til at hjælpe Wikipedia ved at udvide den. |